# Venturia triangulata
Venturia triangulata är en stekelart som beskrevs av Maheshwary 1977. Venturia triangulata ingår i släktet Venturia och familjen brokparasitsteklar. Inga underarter finns listade i Catalogue of Life.